# South Hill (Wirginia)
South Hill – miasto w Stanach Zjednoczonych, w stanie Wirginia, w hrabstwie Mecklenburg.